# Palermo, Buenos Aires
Palermo este un cartier în orașul Buenos Aires, Argentina. În 2010 avea o populație totală de 225.970 locuitori.